# Kościół Matki Boskiej Częstochowskiej w Łące Prudnickiej
Kościół Matki Boskiej Częstochowskiej w Łące Prudnickiej – rzymskokatolicki kościół parafialny w Łące Prudnickiej, należący do parafii Matki Boskiej Częstochowskiej w Łące Prudnickiej, w dekanacie Prudnik, diecezji opolskiej.

## Historia

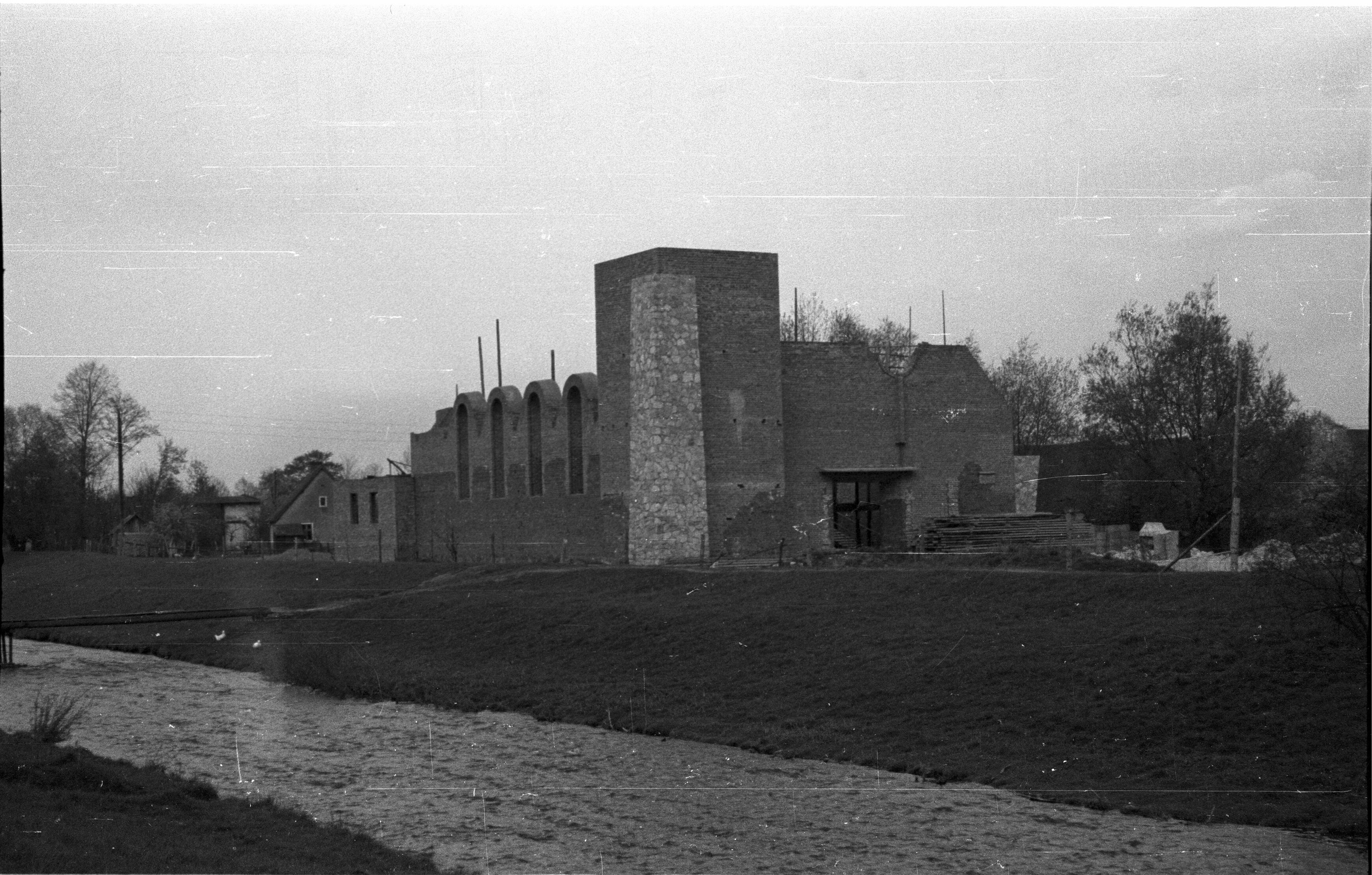
Budowa kościoła (1962)

Początkowo Łąka Prudnicka należała do parafii Prudnik. Już w 1939 planowano we wsi budowę kościoła. Po zakończeniu II wojny światowej, prowizoryczny kościół w Łące Prudnickiej znajdował się w dawnej restauracji Reinholda Heisiga (w 2020 w jej miejscu wybudowano Wiejski Dom Kultury). Budowa kościoła została rozpoczęta w 1960 i trwała do 1964. Uczestniczył w niej kapłan Józef Kostecki (opuścił Łąkę Prudnicką w 1966, dwa lata po zakończeniu budowy). Sprzedawane były „cegiełki” na budowę kościoła w postaci kartek pocztowych za 20 zł, rozprawadzane wśród mieszkańców gromady Moszczanka. Kościół został poświęcony przez biskupa Wacława Wyciska 6 września 1964. Parafia Matki Boskiej Częstochowskiej w Łące Prudnickiej powstała w 1980.

## Architektura
Kościół zwraca uwagę swoją charakterystyczną wieżą. Przed nim stoi kapliczka z Chrystusem Frasobliwym. Został zbudowany przy moście nad rzeką Złoty Potok. Dach kościoła składa się z ponad 8 tys. dachówek.